# Christian Ramirez (labdarúgó, 1991)
Christian Ramirez (Garden Grove, 1991. április 4. –) amerikai válogatott labdarúgó, a LA Galaxy csatára.

## Pályafutása

### Klubcsapatokban
Ramirez a kaliforniai Garden Grove községben született.
2014-ben mutatkozott be a Minnesota United észak-amerikai másodosztályban szereplő felnőtt keretében. A 2016-os szezonban feljutottak az első osztályba. 2018-ban a Los Angeles, majd 2019-ben a Houston Dynamo szerződtette. 2021-ben a skót első osztályban érdekelt Aberdeenhez igazolt. 2023. január 31-én kétéves szerződést kötött az amerikai Columbus Crew együttesével. Először 2023. március 26-án, az Atlanta United ellen hazai pályán 6–1-re megnyert bajnokin lépett pályára és egyben megszerezte első két gólját is a klub színeiben. 2025 februárjában a LA Galaxy-hoz igazolt.

### A válogatottban
Ramirez 2019-ben debütált az amerikai válogatottban. Először 2019. január 28-án, Panama ellen 3–0-ás győzelemmel zárult 84. percében, Gyasi Zardest váltva lépett pályára és egyben megszerezte első válogatott gólját is.

## Statisztikák
2024. augusztus 26. szerint
| Klub             | Szezon   | Osztály              | Bajnokság | Bajnokság | Kupa  | Kupa | Nemzetközi | Nemzetközi | Összesen | Összesen |
| Klub             | Szezon   | Osztály              | Meccs     | Gól       | Meccs | Gól  | Meccs      | Gól        | Meccs    | Gól      |
| ---------------- | -------- | -------------------- | --------- | --------- | ----- | ---- | ---------- | ---------- | -------- | -------- |
| Minnesota United | 2017     | MLS                  | 30        | 14        | 0     | 0    | —          | —          | 30       | 14       |
| Minnesota United | 2018     | MLS                  | 20        | 7         | 2     | 0    | —          | —          | 22       | 7        |
| Los Angeles      | 2018     | MLS                  | 8         | 3         | 0     | 0    | —          | —          | 8        | 3        |
| Los Angeles      | 2019     | MLS                  | 17        | 4         | 3     | 0    | —          | —          | 20       | 4        |
| Houston Dynamo   | 2019     | MLS                  | 10        | 5         | 0     | 0    | —          | —          | 10       | 5        |
| Houston Dynamo   | 2020     | MLS                  | 15        | 2         | 0     | 0    | —          | —          | 15       | 2        |
| Houston Dynamo   | 2021     | MLS                  | 6         | 1         | 0     | 0    | —          | —          | 6        | 1        |
| Aberdeen         | 2021–22  | Scottish Premiership | 36        | 10        | 3     | 2    | 6          | 3          | 45       | 15       |
| Aberdeen         | 2022–23  | Scottish Premiership | 9         | 0         | 6     | 3    | —          | —          | 15       | 3        |
| Columbus Crew    | 2023     | MLS                  | 35        | 10        | 2     | 1    | 3          | 2          | 40       | 13       |
| Columbus Crew    | 2024     | MLS                  | 17        | 7         | 0     | 0    | 9          | 1          | 26       | 8        |
| Összesen         | Összesen | Összesen             | 203       | 63        | 16    | 6    | 18         | 6          | 237      | 75       |

### A válogatottban
| Válogatott       | Év       | Pályára lépés | Gól |
| ---------------- | -------- | ------------- | --- |
| Egyesült Államok | 2019     | 2             | 1   |
| Összesen         | Összesen | 2             | 1   |

#### Góljai a válogatottban
| # | Időpont          | Helyszín                                                | Ellenfél | Gólok | Eredmény | Kiírás              |
| - | ---------------- | ------------------------------------------------------- | -------- | ----- | -------- | ------------------- |
| 1 | 2019. január 28. | State Farm Stadion, Glendale, Amerikai Egyesült Államok | Panama   | 3–0   | 3–0      | Barátságos mérkőzés |

## Sikerei, díjai
Columbus Crew
- MLS
  - Bajnok (1): 2023

- Leagues Cup
  - Győztes (1): 2024

- Campeones Cup
  - Döntős (1): 2024

- CONCACAF-bajnokok ligája
  - Döntős (1): 2024